# روجر تي هاو
روجر تي هاو (بالإنجليزية: Roger Thomas Howe)‏ هو مهندس وأستاذ جامعي أمريكي، ولد في 1957 في ساكرامنتو في الولايات المتحدة.